# Chiat/Day Building
Chiat / Day Building est un immeuble de bureaux commerciaux design du quartier de Venice à Los Angeles en Californie, construit entre 1985 et 1991 par le célèbre architecte Frank Gehry.

## Historique
Siège social de la côte Ouest de l'agence de publicité Chiat/Day (devenu depuis TBWA\Chiat\Day) puis de l'agence de publicité DDB Worldwide.
Ce bâtiment design est remarquable pour les trois différents styles utilisés dans la façade qui donne sur la rue principale. 
Les jumelles abritent deux petites salles de conférence et ont été conçues avec l'aide des artistes Claes Oldenburg et Coosje van Bruggen. Leurs oculaires font office de puits de lumière.

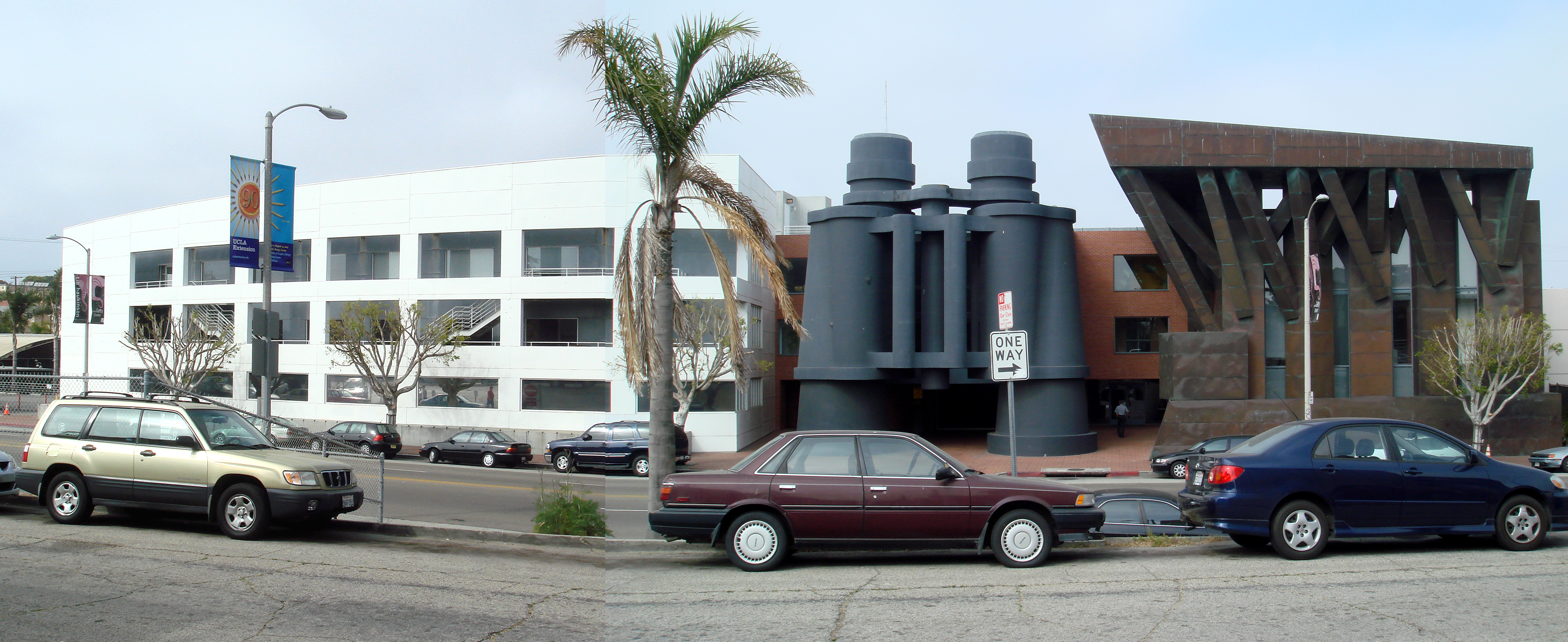
Vue panoramique du bâtiment.